# Byblia acheloia
Byblia acheloia är en fjärilsart som beskrevs av Hans Daniel Johan Wallengren 1857. Byblia acheloia ingår i släktet Byblia och familjen praktfjärilar. Inga underarter finns listade i Catalogue of Life.